# الحرب الروسية التركية (1768–1774)

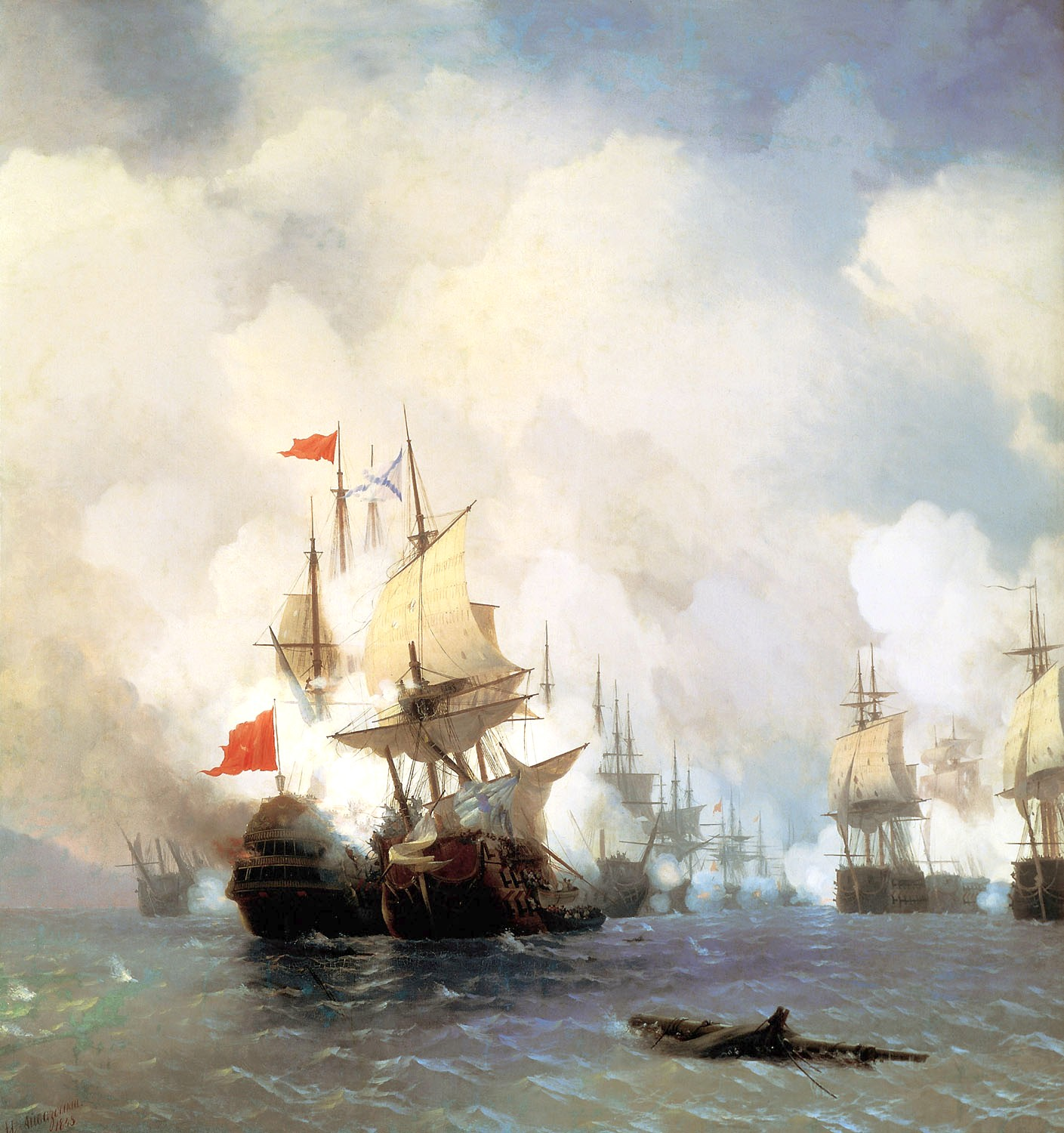
معركة شيسما البحرية بين العثمانيين والروسي، مقابل جزيرة خيوس (1770)

الحرب الروسية التركية 1768-1774 هي حرب بين الدولة العثمانية وروسيا انتصرت فيها روسيا، وانتهت بتوقيع معاهدة كيتشوك كاينارجي في بلغاريا.
سادت فترة من السلام بين الدولة العثمانية وروسيا في النصف الثاني من القرن الثامن عشر الميلادي بعد حروب طاحنة واشتباكات دامية أثقلت كاهل الدولتين، وكان وراء هذه السياسة السلمية الصدر الأعظم خوجة راغب، بعقده معاهدة صلح مع روسيا العدو اللدود لبلاده.
غير أن هذه السياسة لم تستمر طويلاً، واشتعلت العداوة من جديد، وتربص كل واحد بالآخر، ولم يكن هناك من ينزع فتيل الأزمة بين الدولتين بعد وفاة «خوجة راغب» الصدر الأعظم السياسي المحنك، ولم تكن الدولة العثمانية مستعدة لتحمل تبعات حرب بعد فترة سلام طويلة دامت نحو 29 سنة، لم يقم الجنود العثمانيون خلالها بأي عمليات عسكرية، ففترت همتهم، وضعفت كفاءتهم العسكرية، في الوقت الذي كانت فيه «كاترين الثانية» إمبراطورة روسيا تعد جيشها وتجهّزه للحرب والقتال.

## أسباب الحرب بين الدولتين
ثارت الحرب من جديد بسبب اجتياح روسيا لبولندا سنة (1183هـ=1769م)، وقيام الرهبان الروس بإثارة الفتنة في الصرب وبلغاريا والجبل الأسود، وكانت تلك البلاد خاضعة للدولة العثمانية فأرسلت الدولة العثمانية إنذارًا إلى روسيا بأن تُخلي بولندا، فلم تستجب، واشتعلت الحرب بين الدولتين، ولم يكن قادة العثمانيين على قدر من الكفاءة، ولا جنودهم مؤهلين تمامًا للقتال، فلحقت بهم الهزائم المتتالية، واستولى الروس على بعض الأراضي التابعة للدولة العثمانية.
وكان الأسطول الروسي في بحر البلطيق، بسبب كون البحر الأسود بحيرة عثمانية مغلقة تفرض الدولة العثمانية سيطرتها عليه، فأبحر الأسطول الروسي إلى المحيط الأطلسي، واجتازه إلى البحر المتوسط، وحين أخبر السفير الفرنسي «الباب العالي» بتحرك الأسطول الروسي، لم يتحرك أحد من القادة والوزراء، ولم يصدقوا أن يقوم أسطول العدو باجتياز تلك البحار إلى المياه العثمانية، وتقابل الأسطولان في شمال جزيرة «خيوس» ببحر إيجة، واستمر القتال أربع ساعات انتصر بعدها العثمانيون.
ورجع العثمانيون بعد إحراز النصر إلى ميناء جشمة بالقرب من إزمير، وتبعتهم سفينتان صغيرتان من مراكب الروس، وظن العثمانيون أنهما فارتان وترغبان في الانضمام إليهم، فلم يتعرضوا لهما، وما إن دخلا الميناء حتى ألقيا النيران على السفن العثمانية التي كانت ترسو متراصة بعضها إلى بعض فاشتعلت فيها النيران بسرعة، وانفجرت المعدات الموجودة بالسفن، وسرعان ما احترق الأسطول العثماني برمته في (11 ربيع الأول 1184هـ= 5 يوليو 1770م)، وأحدث هذا الانتصار دويًا هائلاً في أوروبا.
وواصل الروس انتصاراتهم فاستولوا على بلاد القرم، وأعلنوا انفصالها عن الدولة العثمانية واستقلالها تحت حماية روسيا، وأقاموا حاكمًا عليها باسم كاترين الثانية إمبراطورة روسيا. واضطرت الدولة العثمانية إلى عقد هدنة مع روسيا في (9 ربيع الأول 1186هـ= 10 يونيو 1772م) غير أن روسيا تعسفت في مطالبها لإمضاء الهدنة؛ إذ اشترطت اعتراف الدولة العثمانية باستقلال تتار القرم، وطالبت بحرية الملاحة لسفن روسيا التجارية في البحر الأسود وجميع بحار الدولة العثمانية، ولما لم تقبل الدولة هذه الشروط انفض المؤتمر الذي عُقد بين الدولتين لهذا الغرض.

## ولاية عبد الحميد الأول

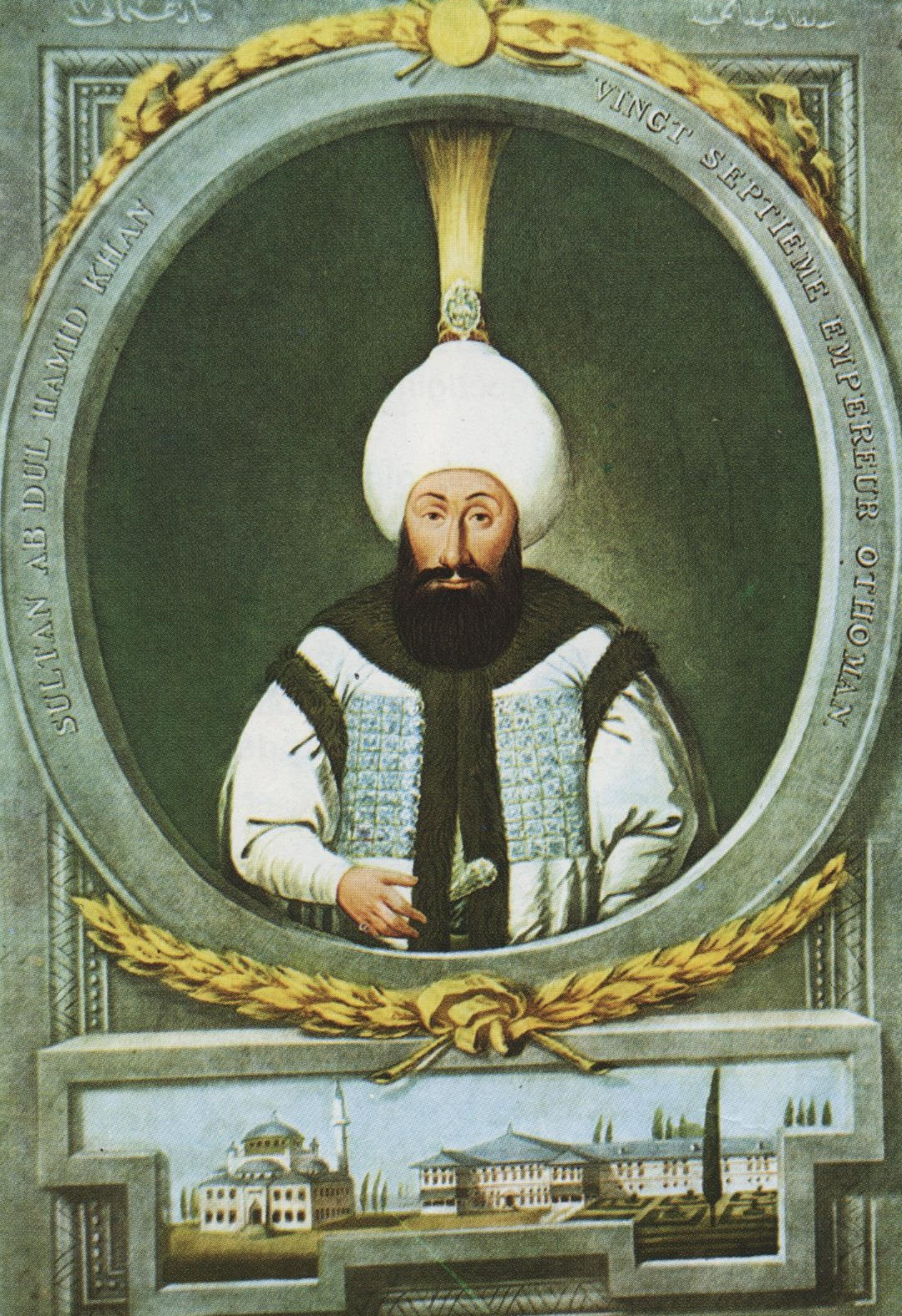
عبد الحميد الأول

وفي وسط هذه الأجواء تُوفي السلطان مصطفى الثالث في (8 ذو القعدة 1187هـ=21 يناير 1774) وتولى خلفه أخوه عبد الحميد خان الأول، ولم يكن خليفة قويًا، أو سياسيًا ماهرًا؛ نظرًا لعدم مشاركته تمامًا في تدبير أمور الدولة أو تولي بعض المناصب فيها، فقد كان رهين القصر طيلة حكم أخيه مصطفى الثالث؛ ولذا لم يكن غريبًا أن تستمر سلسلة هزائم الدولة العثمانية وتتوالى نكباتها ومصائبها، دون أن تجد خليفة قويًا أو قائدًا قديرًا يأخذ بيد الدولة، وينتشلها مما هي فيه من مهانة وضياع، فلأول مرة في تاريخ الدولة العثمانية تتغلب عليها دولة أوروبية بمفردها دون حليف وشريك في حرب شاملة.
كانت الأحوال تسير من سيء إلى أسوأ داخل الدولة العثمانية في الوقت الذي تتلقى فيه هزائمها في الخارج من روسيا، واضطرت إلى طلب الصلح، وعُقد في مدينة كاينارجي ببلغاريا في (12 جمادى الأولى 1188هـ=21 يوليو 1774) أسوأ صلح عرفته الدولة إلى ذلك الحين.

## الحرب
على إثر الحادث الحدودي في بالتا، أعلن السلطان مصطفى الثالث، الحرب على روسيا في 25 سبتمبر 1768. وقد شكل الأتراك تحالفاً مع قوات المعارضة البولندية من اتحاد بار، بينما كانت روسيا مدعومة من بريطانيا العظمى، التي أمدت البحرية الإمبراطورية الروسية بالمستشارين البحريين.
في 7 يناير 1769، توغلت القوات العثمانية عميقًا في مؤخرة العدو وشنت حصارًا كبيرًا لقلعة القديسة إليزابيث، التي كانت حاميتها تتألف من 3000 جندي روسي و3000 قوزاق أوكراني، والذين صدوا الهجوم بنجاح.

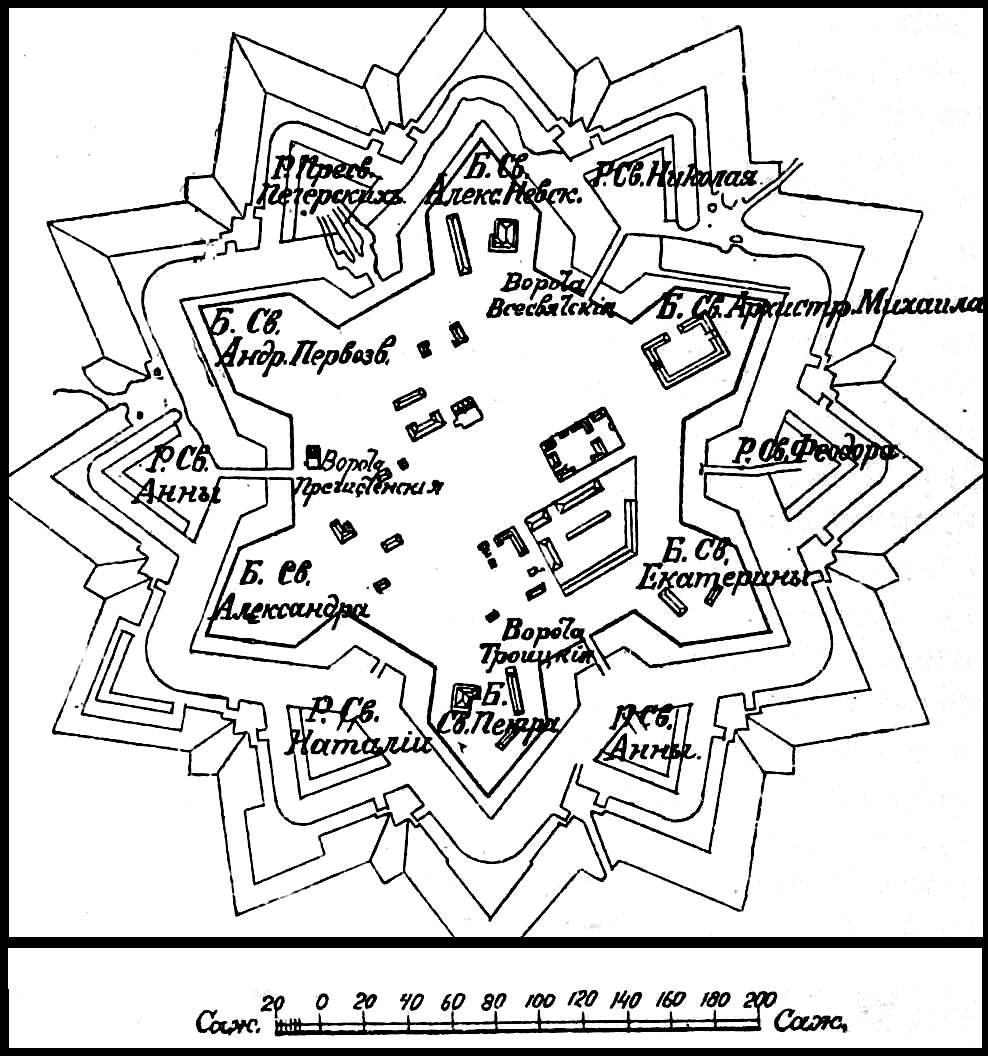
قلعة القديسة إليزابيث

لقيت المعارضة البولندية هزيمة على يد أليكساندر سوفوروف، الذي انتقل بعد ذلك إلى مسرح العمليات التركي، حيث أحرز في عامي 1773-1774، العديد من الانتصارات في معارك صغيرة وكبيرة، محاكياً سيرة الفيلدمارشال الكونت بيوتر روميانتسيف في كاكول
وفي 27 سبتمبر 1770، استولى الجيش الروسي على قلعة «بندر» العثمانية الهامة على الساحل الجنوبي من نهر دنيستر، وقد ذبح الروس كافة المسلمين الموجودين بالسيف.
العمليات البحرية لأسطول البلطيق الروسي في البحر المتوسط، أحرزت انتصارات أكثر وهجاً تحت قيادة القائد ألكسي اورلوف. ففي 1771، ثارت كل من مصر وسوريا ضد الحكم العثماني، بينما قام الأسطور الروسي بتدمير كامل البحرية العثمانية في معركة شيسما.
وبالرغم من نجاحهم البحري، إلا أن الروس لم يستطيعوا الاستيلاء على إسطنبول بسبب تقوية تحصينات البسفور والدردنيل بمساعدة المستشار العسكري الفرنسي بارون ده توت.

## معاهدة كوتشك كاينارجي

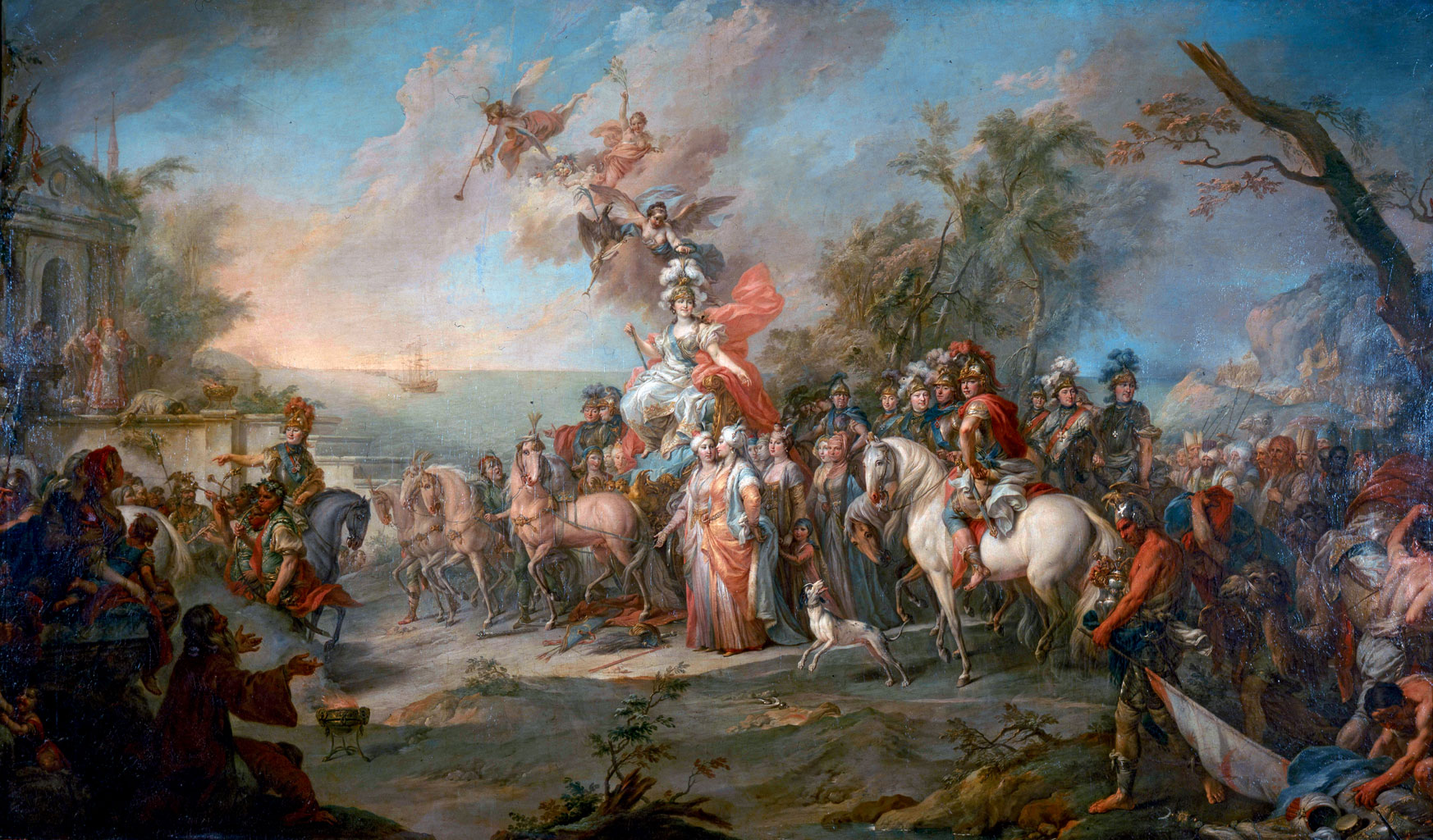
تمثيل انتصار كاترين على الأتراك (1772)، بريشة ستفانو تورِلي.

جاءت معاهدة كوچوك كاينارجا في 28 مادة ومادتين منفصلتين، وقد أورد نصها الزعيم الوطني الكبير محمد فريد في كتابه «تاريخ الدولة العلية»، وبمقتضى هذه المعاهدة الجائرة انفصلت خانية القرم عن الدولة العثمانية، وأصبحت دولة مستقلة، لا ترتبط بالدولة إلا قيام شيخ الإسلام في إستانبول بتنظيم الشئون الدينية للقرم، ونصت المعاهدة على منح الأفلاق والبغدان (رومانيا) الاستقلال الذاتي تحت السيادة العثمانية، مع إعطاء روسيا حق التدخل في اختيار حكامها، وأعطت المعاهدة لروسيا حق رعاية السكان الأرثوذكس الذين يعيشون في البلاد العثمانية، وكان هذا الاعتراف ذريعة لروسيا في أن تتدخل في شئون الدولة العثمانية.
وألزمت المعاهدة أن تدفع الدولة العثمانية غرامات حرب لأول مرة في التاريخ، فدفعت 15,000 كيس من الذهب للروس.

## السيادة على البحر الأسود والمضايق
جاءت المعاهدة ضربة قاصمة للسياسة العليا للدولة العثمانية فيما يختص بسيادتها على البحر الأسود والمضايق، فقد قررت المعاهدة أن تكون الملاحة للسفن الروسية التجارية حرة ومفتوحة وغير مشروطة، ويكون لها الحق في حرية المرور في المضايق بين البحر الأسود والبحر المتوسط، وحرية دخول الثغور والموانئ الواقعة على ساحل البحر الأسود، وممارسة التجارة فيها.
وكانت الدولة العثمانية في إبان قوتها تفرض سيطرتها الكاملة على البحر الأسود والمضايق، واحترمت الدول هذه السياسة، إلى حد أنه إذا أراد الرعايا الروس ممارسة التجارة بين موانئ البحر الأسود، كان عليهم أن ينقلوا بضائعهم على سفن عثمانية تحمل العلم العثماني.
وقررت المعاهدة أن تكون تحت سيطرة روسيا بصورة كاملة ودائمة عدة مواقع وقواعد عسكرية عثمانية، مثل: قلعة كينبرن التي تقع عند مصب نهر دنيبر، وقلعة جنيكال وقلعة كيرتش الواقعتين في شبه جزيرة القرم، ومدينة آزوف بمنطقتها وحدودها، وهو ما أفقد الدولة سيطرتها على منطقة القرم وأضعف قبضتها على البحر المتوسط.

## آثار هذه المعاهدة
على الرغم من أن معاهدة كيتشوك كاينارجي لم تفقد تركيا سوى أراض قليلة، فإنها تعد من أسوأ المعاهدات التي وقّعتها الدولة على امتداد تاريخها، حيث رفعت روسيا دفعة واحدة إلى مصاف الدول القوية بعد إنجلترا وفرنسا، وأنزلت الدولة العثمانية من القمة إلى السفح، وأنهت سيطرة الدولة العثمانية على البحر الأسود باعتباره بحيرة عثمانية، وكانت بداية طريق الضعف والاضمحلال، وظهور ما يُسمَّى بالمسألة الشرقية، وبناء على ذلك بدأت الدولة تفتح صفحة جديدة في تاريخها، بالبحث عن وسائل الإصلاح. ولوجود جيش مغلوب فكان الطبيعي أن يؤمن العثمانيون بأن الإصلاح ينبغي أن يبدأ من الجيش.